# Неонационалсоциализъм
Неонационалсоциализъм е идеологията на политически движения след Втората световна война, стремящи се към възраждане на националсоциализма. Неонационалсоциализмът обозначава движението, което поддържа националсоциалистическата идея след 1945 г.